# مقارنة بين أنظمة التشغيل
توفر الجداول التالية مقارنة بين أنظمة التشغيل، لأجهزة الكمبيوتر، كما يسرد معلومات عامة وفنية لعدد من أجهزة الحاسب الشخصية «PC» واسعة الاستعمال والموجودة حاليا وأيضا للأجهزة المحمولة مثل الهاتف الذكي «smartphone» والحاسوب اللوحي «tablet computer»
نظرا لوجود عدد كبير ومتنوع من توزيعات لينكس المتاحة، تم تجميعهم جميعا في مقال أخر وهو مقارنة لتوزيعات جنو/لينكس .

## معلومات عامة
| الاسم                | المطور                                                       | العام الأولي للإصدار | السابق له                                           | الإصدار الحالي المستقر                  | تاريخ النشر والإطلاق | السعر والتوفر | الرخصة المفضلة                                                 | نوع النظام الهدف                               |
| -------------------- | ------------------------------------------------------------ | -------------------- | --------------------------------------------------- | --------------------------------------- | -------------------- | --- | -------------------------------------------------------------- | ---------------------------------------------- |
| آي بي إم إيه آي إكس  | آي بي إم                                                     | 1986                 | نظام يونكس في الإصدار 3                             | 7.2                                     | 2015, October 5      | Bundled with hardware | مُحتكرة                                                         | حاسب خادم، تخزين مرتبط بشبكة، محطة عمل         |
| أندرويد              | أندرويد، جوجل                                                | 2008                 | لينكس                                               | أندرويد أوريو 8.0 أو ما يعرف بأندرويد O | 21 أغسطس (أوت) 2017  | حُرّ | أباتشي 2.0, جنو جي بي إل الإصدار 2                             | إستهلاكي، مشروعات, عسكري , البرمجيات التعليمية |
| أميغا أو إس كلاسيكي  | كومودور إنترناشونال، Haage & Partner، Hyperion Entertainment | 1985                 | TRIPOS (as the disk operating component of AmigaOS) | 3.9 BB2                                 | 2002, March 20       | Discontinued; Bundled with hardware up to version 3.0 (Amiga International hardware came with 3.1); versions 2.1, 3.0, 3.1, 3.5, 3.9 also available as separate packages | مُحتكرة, مفتوح المصدر ومنسوخ متطابق ومتوفر تحت رخصة أروس العامة | محطة عمل، حاسوب شخصي                           |
| أميغا أو إس 4        | Hyperion Entertainment                                       | 2004                 | AmigaOS كلاسيكي                                     | 4.1 Final Edition                       | 2014                 | 4.0 bundled with hardware; 4.0 for classic and 4.1 available as standalone package at €29                                                                                | مُحتكرة                                                         | محطة عمل، حاسوب شخصي                           |
| كروم أو إس           | جوجل                                                         | 2009                 | جنتو لينكس                                          | 48.0.2564.116                           | 18 فبراير 2016       | Bundled with hardware | مُحتكرة: Google OS Terms of Service                             | كروم بوك                                       |
| دراغون فلاي بي إس دي | ماثيو ديلون                                                  | 2003                 | FreeBSD                                             | 4.0.3                                   | 21 يناير 2015        | حُرّ | رخص بي إس دي                                                   | خادم , محطة عمل, NAS, نظام مضمن                |
| فري بي ‌إس ‌دي         | The FreeBSD Project                                          | 1993                 | 386 بي إس دي                                        | 10.3                                    | 2016, April 4        | حُرّ | رخص بي إس دي                                                   | Server, محطة عمل, NAS, نظام مضمن               |